# حوزه انتخابیه یازدهم تگزاس

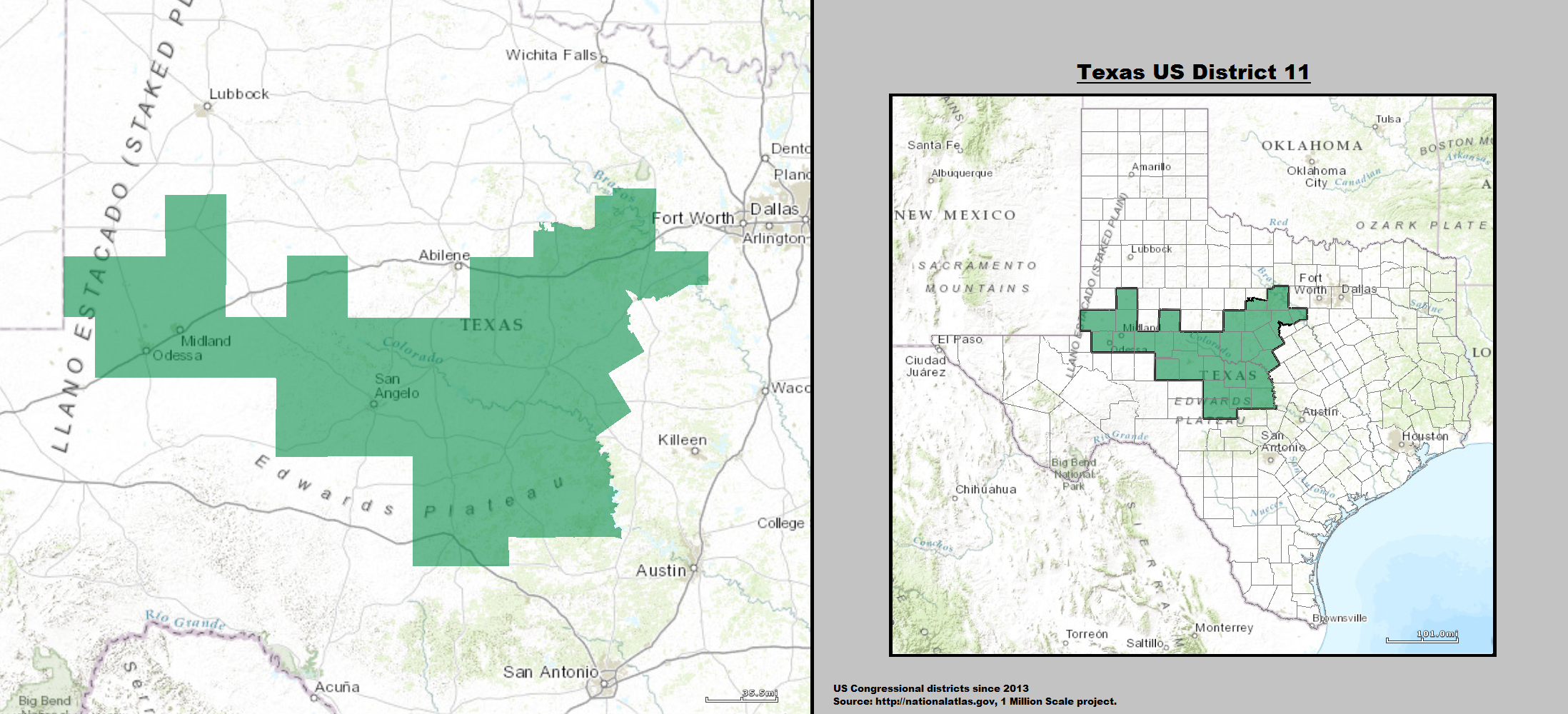
حوزه انتخاباتی

حوزه انتخابیه یازدهم تگزاس یک حوزه انتخابیه مجلس نمایندگان آمریکا است که در ایالت تگزاس قرار دارد.